# Pica Pica
Pica Pica är en ort i Mexiko.   Den ligger i kommunen Carrillo Puerto och delstaten Veracruz, i den sydöstra delen av landet, 270 km öster om huvudstaden Mexico City. Pica Pica ligger 256 meter över havet och antalet invånare är 323.
Terrängen runt Pica Pica är lite kuperad, och sluttar österut. Runt Pica Pica är det ganska tätbefolkat, med 62 invånare per kvadratkilometer. Närmaste större samhälle är Cuitláhuac, 9,0 km väster om Pica Pica. Omgivningarna runt Pica Pica är en mosaik av jordbruksmark och naturlig växtlighet.